# 두루초등학교
두루초등학교는 대한민국 세종특별자치시가 교육기본법에 따라 설치한 초등학교이다.

## 연혁
- 2015년 2월 17일 : 준공식
- 2015년 3월 1일 :  6학급 편성
- 2015년 3월 1일 : 개교
- 2015년 3월 1일 : 강해정 초대 교장 부임
- 2015년 3월 2일 : 입학식 및 시업식
- 2015년 4월 16일 : 교기전달식
- 2016년 2월 15일 : 1회 졸업식(남 32명, 여 24명, 총 56명)
- 2016년 3월 1일 : 28학급 편성
- 2016년 3월 2일 : 입학식 및 시업식(입학생 남 69명, 여 65명, 총 134명)
- 2017년 2월 17일 : 2회 졸업식(남 51명, 여 45명, 총 96명)
- 2017년 3월 1일 : 제2대 이희권 교장 부임
- 2017년 3월 2일 : 입학식 및 시업식(입학생 남 67명, 여 70명, 총 137명)
- 2017년 9월 1일 : 제3대 김남주 교장 부임
- 2018년 1월 31일 : 제3회 졸업식(졸업생 남 55명, 여 59명, 계 114명)
- 2018년 3월 1일 : 37학급 편성(특수학급 1학급 포함)
- 2018년 3월 2일 : 입학식 및 시업식(입학생 남 72명, 여
- 58명, 총 130명)

## 참고 자료
- 두루초등학교 - 한국교육학술정보원 학교알리미